# Oxyamerus truncatus
Oxyamerus truncatus är en kvalsterart som beskrevs av Hammer 1979. Oxyamerus truncatus ingår i släktet Oxyamerus och familjen Oxyameridae. Inga underarter finns listade i Catalogue of Life.